# ティベリウス2世
ティベリウス2世コンスタンティヌス（Flavius Tiberius Constantinus Augustus, ラテン語: Tiberius II Constantinus, 520年頃 - 582年8月14日）は、東ローマ帝国の皇帝（在位: 578年 - 582年）である。ユスティニアヌス王朝最後の皇帝の一人とされる。

## 生涯
ティベリウスは、トラキア地方（現在のブルガリア南部からギリシャ北部、トルコの一部にまたがる地域）で生まれたと考えられている。彼の出自については明確な記録が少ないものの、軍人としてのキャリアを積んだことが知られている。
彼は、ユスティニアヌス1世の後継者であるユスティヌス2世の治世下で頭角を現した。特に、ユスティヌス2世が精神的な疾患を患うようになった後、皇后ソフィアや総司令官（マギステル・ミリトゥム）の協力のもと、事実上の摂政として帝国の政務を担うようになった。

### 皇帝即位と治世
574年、ユスティヌス2世はティベリウスを共同皇帝に任命し、正式に帝位継承者としての地位を確立した。そして、578年ユスティヌス2世の死後、ティベリウスは単独皇帝として即位した。
ティベリウスの治世は、サーサーン朝ペルシアとの継続的な戦争、アヴァール人やスラヴ人の侵攻といった外部からの脅威に直面した時代であった。彼は、軍事力の強化に努め、特に東方のペルシア戦線においては一定の成果を収めた。
内政においては、ユスティヌス2世時代に滞っていた財政を立て直すため、倹約に努めた。また、パンや穀物の価格を安定させることで、コンスタンティノープル市民の生活を改善しようと試みた。しかし、多大な軍事費は帝国の財政を圧迫し続けた。
宗教面では、彼はニカイア信条を支持し、異端とされる教派に対しては比較的寛容な政策をとったとされる。これは、帝国内の宗教的対立を緩和し、統一を維持しようとする意図があったと推測される。

### 死去と後継者
ティベリウス2世コンスタンティヌスは、582年8月14日に病のため死去した。彼の死の直前、彼は自身の娘婿であるマウリキウスを後継者に指名し、帝位を継承させた。マウリキウスは、優れた軍人であり、ティベリウスの対外政策を引き継ぎ、帝国の防衛に尽力することになる。

## 評価
ティベリウス2世コンスタンティヌスの治世は、東ローマ帝国が直面する困難な時代において、軍事的な防衛と内政の安定に一定の貢献を果たしたと評価されている。しかし、彼が直面した外部からの脅威は大きく、その解決には至らなかった。彼の死後、東ローマ帝国はさらに厳しい試練を迎えることとなる。